# ATP Buenos Aires 1993
L'ATP Buenos Aires 1993 è stato un torneo di tennis giocato sulla terra rossa. È stata la 59ª edizione del torneo, che fa parte della categoria ATP World Series nell'ambito dell'ATP Tour 1993.Si è giocato a Buenos Aires in Argentina dall'8 al 15 novembre 1993.

## Campioni

### Singolare maschile
Carlos Costa ha battuto in finale  Alberto Berasategui con il punteggio di 3–6, 6–1, 6–4

### Doppio maschile
Tomás Carbonell /  Carlos Costa hanno battuto in finale  Sergio Casal /  Emilio Sánchez con il punteggio di 6–4, 6–4